# Cerne Abbas
Cerne Abbas est un village du Dorset, en Angleterre. Il est situé dans la vallée de la Cerne et comptait 732 habitants au moment du recensement de 2001.
Le village s'est constitué autour d'une abbaye bénédictine fondée en 987. Il est connu pour abriter le géant de Cerne Abbas, un dessin de cinquante mètres de long creusé dans le flanc d'une colline de craie.